# ドッグスポーツ
ドッグスポーツとは、一定のルールに従って犬の身体機能と技能を競う競技である。幅広い活動を含み、人間（ハンドラー）が参加するものと、犬だけで行うものとがある。 
欧米ではテレビ媒体で放映される程の人気を誇るアジリティ等から、一部の熱狂的なファンによってのみ続けられている競技もあり、ヒトの行う文化的アクティビティの発展とともに、日々新しいドッグスポーツが生まれていると言っても過言ではない。

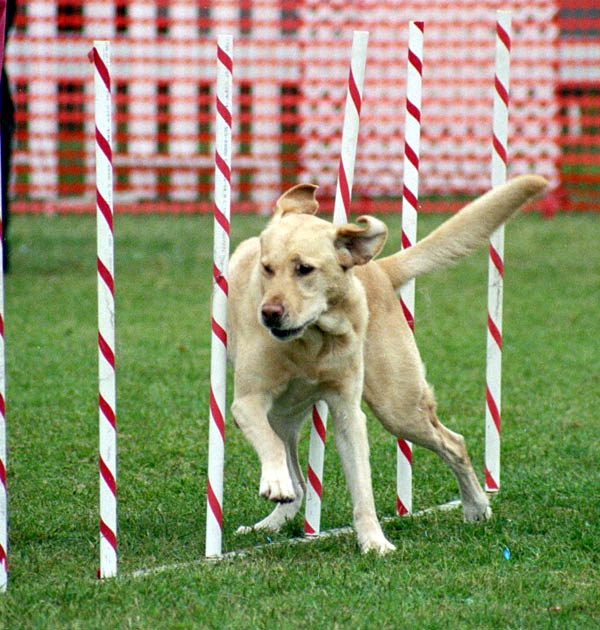
障害物競走（アジリティ）

## 定義
犬（または犬と人のチーム）同士が競うスポーツ競技。
犬のみが行う競技は、個体のもつ本能や身体能力等、犬種の特性を生かしたものが多く、例としてレーシング、バーンハンティング、闘犬等が挙げられる。
犬と人間が共同で行う競技は、犬の身体能力に加え、人間の指示のもとに犬が身に着けた特別な技能を競うものが多く、例として服従競技、牧羊競技 などが挙げられる。

## ドッグスポーツのリスト

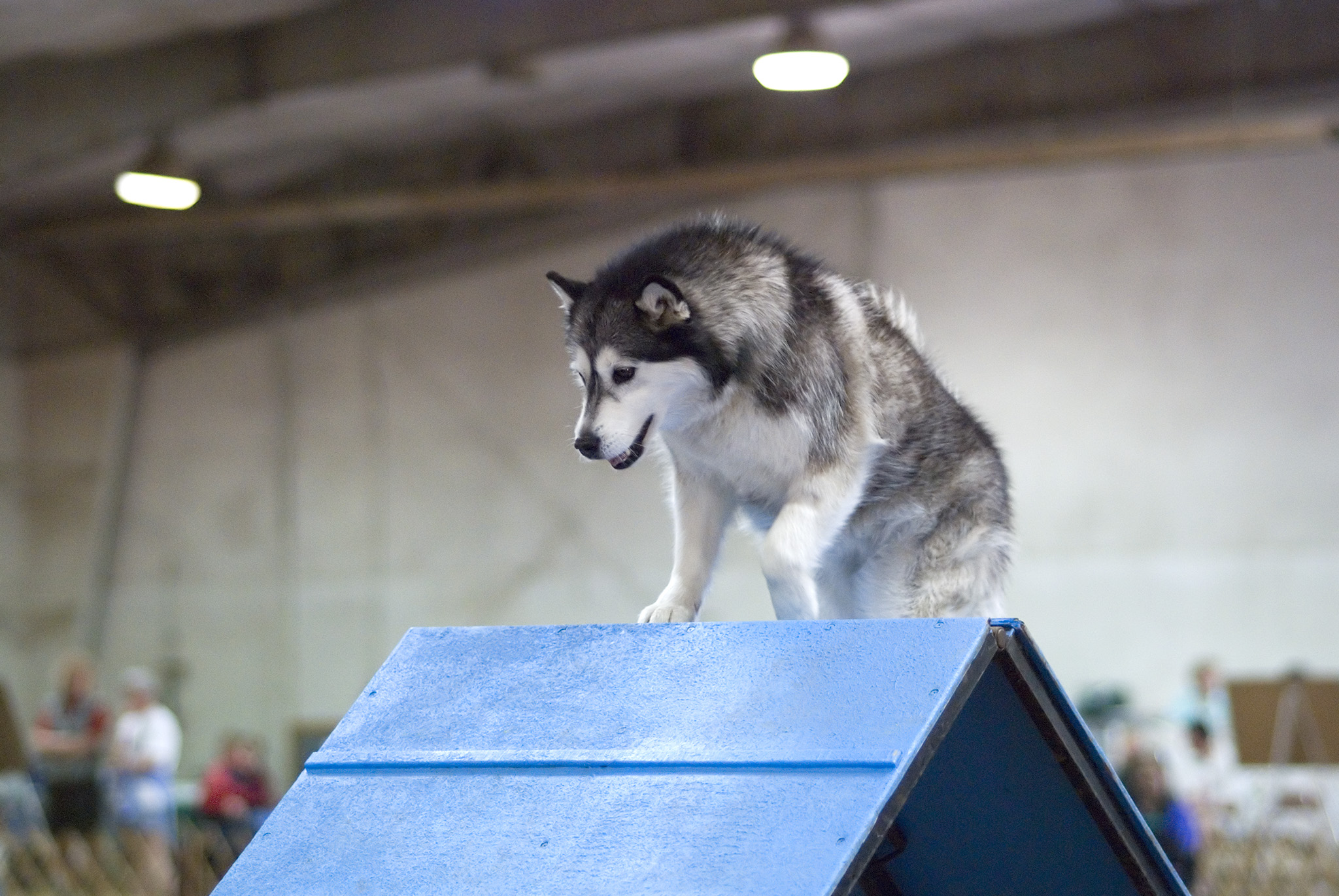
アジリティ競技でＡフレームに上るアラスカン・マラミュート

以下は、幅広いドッグスポーツの一覧である。一部で「ドッグスポーツである」と認知されている新興のスポーツ競技も含む。
- ドッグショー、及びショーマンシップ競技
- 狩猟競技（Hunting_dog）
  - フィールド・トライアル
  - レトリービング・トライアル （Retriever）
  - バーンハンティング[1]
  - キツネ狩り
  - アライグマ狩り（クーンハウンド・フィールドトライアルCoon_hunting）
  - ハウンド・トレイリング（Hound trailing）
- 防衛競技（List_of_protection_sports）
  - シュッツフント（Schutzhund）
  - フレンチリング
- 探知・追跡競技（Tracking_trial）　フィールドトライアルや防衛競技の一環として組み込まれていることが多い。
  - トラッキング
  - マントレイリング（Mantrailing）
  - Caniteering
  - ノーズワーク
- 水辺の競技
  - ウォータートライアル
  - ドックダイビング（Dock Diving）ドックジャンピングとも呼ばれる。
  - ドッグサーフィン（Dog surfing）
- 服従競技
  - オビディエンス・トライアル（Obedience trial）
  - ラリー・オビディエンス（Rally obedience）
  - ドッグパルクール
  - ドッグダンス（Musical canine freestyle、Heelwork to music）
  - カニン・ドレサージュ
- 牧羊競技
  - ハーディング・トライアル
  - アジリティ
  - ディスクドッグ競技
  - サイトハウンドディスク競技
  - トライブボール・トライアル（Treibball）
  - ハイジャンプ
- レーシング
  - グレイハウンドレーシング（Greyhound racing）
  - グレイハウンド・ジョッキー（Greyhound_jockey）
  - ウィペットレーシング
  - テリアレーシング
  - ウィンナーレーシング（ダックスフントレース（Dachshund racing）
  - コーシング（Coursing）
  - ルアーコーシング（Lure coursing）
  - フライボール（Flyball）
- 走行競技
- 牽引レース
  - マッシング（Mushing）マッシングとは犬ぞりの事である。
  - スキージョアリング（Skijoring）ジョアリング（Joring)とは、発祥の地であるノルウェーの言葉で「引っ張る事」を意味する。
  - スクータリング（Dog scootering）ペダルのない自転車で犬が犬ぞりのように引っ張って走るスポーツ。
  - カーティング（Carting）ドッグカートやドラフティングと呼ばれることもある。
- ランニングレース
  - バイクジョアリング（Bikejoring）オフシーズンの犬ぞりトレーニングの一環として生まれ発展した、自転車で犬と走るスポーツ。ICFやIFSSで規定するレース距離は2〜8km前後。
  - カニクロス（Canicross)（CaniX) オフシーズンの犬ぞりトレーニングの一環として生まれ発展した、人が犬とペアになって走るクロスカントリースポーツ。ICFやIFSSの国際大会で規定するレース距離は2~4km前後。国際カニクロス連合のICFによると発祥は1980年代のベルギーとフランス。ICFのアジア代表はカニクロスジャパンの代表が務めている。
- 特殊競技
  - ウェイトプル（Weight pulling）何トンものウェイトを犬が引っ張り、速度ではなく、重量を競う。
  - ウォールクライム（The Wall Climb）垂直の壁を犬が登り、高さを競う。
  - ロングジャンプ（The Long Jump）走り幅跳びと同じ要領で、飛行距離を競う。ブロードジャンプと呼ばれることもある。
- 闘犬　現代では動物愛護と倫理的な観点でほとんどの先進国では違法とされているが、ドッグスポーツとして最も古くから行われてきたもののひとつ。日本では違法とされていない。